# マイケル・ロックフェラー
マイケル・ロックフェラー（Michael Clark Rockefeller, 1938年5月18日 - 1961年11月17日以降）は、アメリカ合衆国の民族学者。ネルソン・ロックフェラーの息子で、ロックフェラー家の一員である。
なお、「ロックフェラー家の四代目」ということで「ロックフェラー四世」となっているが、実際に「四世」と呼ばれたのは従兄弟のジョン・ロックフェラー4世である。

## 人物
ハーバード大学で民族学を専攻、その過程でニューギニア・イリアンジャヤの部族に興味を持ち、特に、ダニ族と当時首狩りの風習が残っていたアスマット族の研究を行ない、彼らの木彫りの美しい美術品を収集するなどしていた。
しかし、1961年11月17日、仲間のオランダ人学者と共に研究から帰る途中、乗っていたポンツーンが風に煽られて転覆、「助けを呼びに行く」と言って彼を残して岸へと泳いで行ったまま、消息を絶った。
息子の不明を知ったネルソンは直ちに現地入りし、大規模な捜索を行なわせたが発見出来ず、マイケルの行方は永久に不明のままとなった。
一部では首狩り族に殺され食べられたと報じられた。日本では『首狩りと精霊の島 ロックフェラー四世失踪の謎』（ミルト・マックリン、日本リーダーズダイジェスト社、1973年）が翻訳・紹介されている。
また、この事件の詳細は、現地調査を行なったジャーナリストのカール・ホフマンによる本『人喰い　ロックフェラー失踪事件』（奥野克巳監修、古屋美登里訳　亜紀書房　2019年4月) で報告されている。
ジョナサン・ヘンズリーは2007年、この事件をモチーフにしたオリジナルビデオ『実録・リアル食人族』を制作した。
その後、ネルソンはマイケルが世界各地で集めた美術品をメトロポリタン美術館に寄贈した。